# Telus-kupa (védekezőjátékos)
A Telus-kupa mely a legjobb védekezőjátékosnak jár, 1989–1990 óta létezik és a QMJHL-ben kerül kiosztásra. Megalapítása óta több nevet is viselt a szponzorok miatt.

## A díjazottak
| Szezon                | Játékos                | Csapat                       |
| Telus-kupa – Védekező | Telus-kupa – Védekező  | Telus-kupa – Védekező        |
| --------------------- | ---------------------- | ---------------------------- |
| 2008–09               | Nem osztották ki       |                              |
| 2007–08               | Nem osztották ki       |                              |
| 2006–07               | Nem osztották ki       |                              |
| 2005–06               | Keith Yandle           | Moncton Wildcats             |
| 2004–05               | Martin Houle           | Cape Breton Screaming Eagles |
| 2003–04               | Corey Crawford         | Moncton Wildcats             |
| 2002–03               | Marc-André Fleury      | Cape Breton Screaming Eagles |
| 2001–02               | Eric Lafrance          | Hull Olympiques              |
| 2001–02               | Jean-François Racine   | Drummondville Voltigeurs     |
| 2000–01               | Maxime Ouellet         | Rouyn-Noranda Huskies        |
| 1999–00               | Simon Lajeunesse       | Moncton Wildcats             |
| 1998–99               | Mathieu Chouinard      | Shawinigan Cataractes        |
| 1997–98               | Mathieu Garon          | Victoriaville Tigres         |
| Ford-kupa – Védekező  |                        |                              |
| 1996–97               | Jean-Sébastien Giguère | Halifax Mooseheads           |
| 1995–96               | Christian Laflamme     | Beauport Harfangs            |
| 1994–95               | José Théodore          | Hull Olympiques              |
| Shell-kupa – Védekező |                        |                              |
| 1993–94               | Steve Gosselin         | Chicoutimi Saguenéens        |
| 1992–93]              | Jocelyn Thibault       | Sherbrooke Faucons           |
| 1991–92               | Jean-François Labbé    | Trois-Rivières Draveurs      |
| 1990–91               | Félix Potvin           | Chicoutimi Saguenéens        |
| 1989–90               | Pierre Gagnon          | Victoriaville Tigres         |